# Aado Lintrop

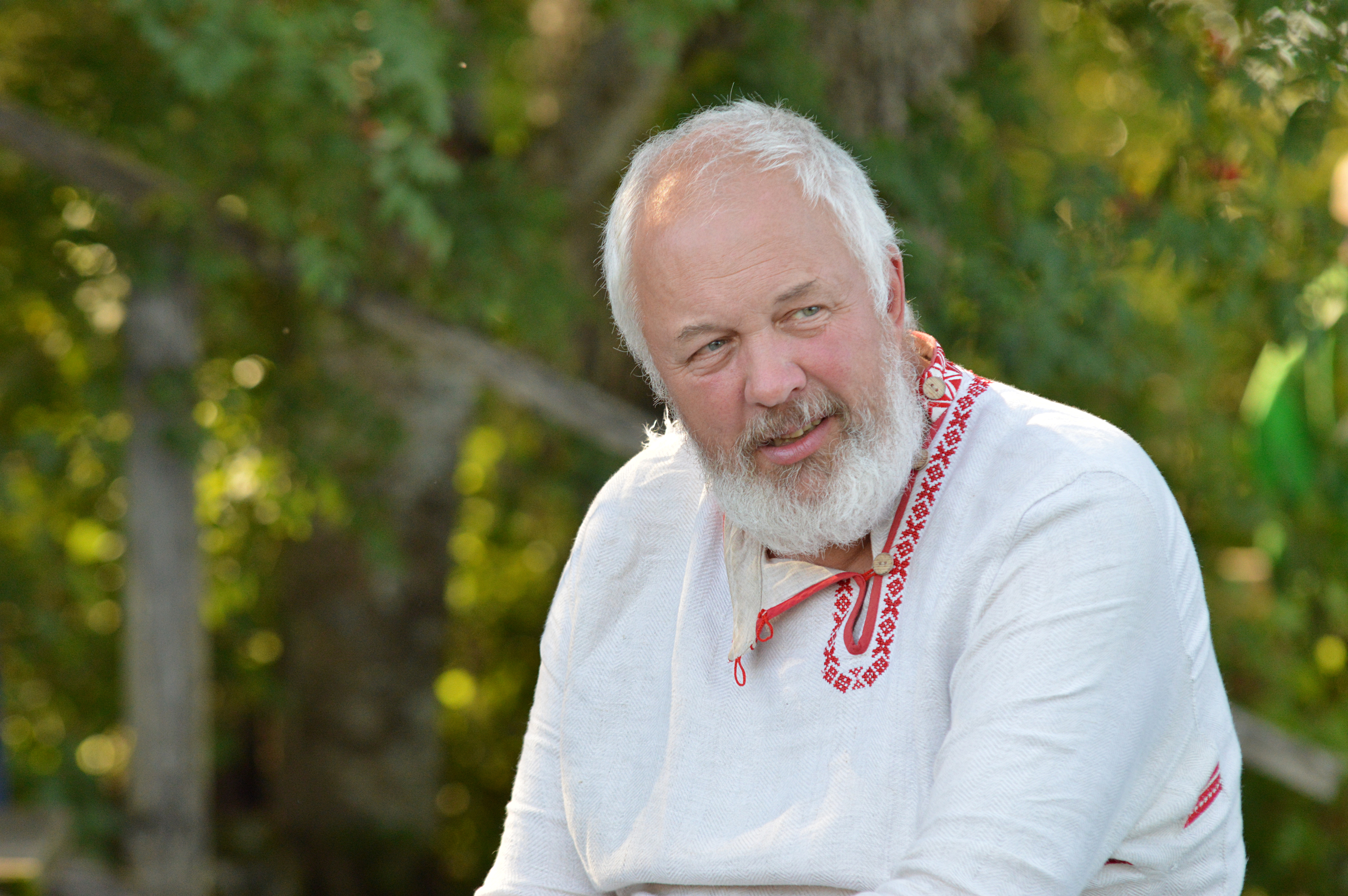
Aado Lintrop 2016

Aado Lintrop (* 9. Juni 1956 in Tallinn) ist ein estnischer Dichter und Folklorist.

## Leben
Lintrop studierte nach seinem Abitur in Tallinn von 1978 bis 1984 an der Universität Tartu estnische Philologie. Nach einer Unterbrechung setzte er 1994 das Studium fort und schloss es 1995 mit dem Magister ab. 2000 wurde er zum Doktor phil. promoviert.
Lintrop ist Mitglied des Estnischen Schriftstellerverbands und lebt in der Nähe von Tartu.

## Werk
Lintrop debütierte in der Universitätszeitung und in Anthologien, ehe 1985 sein erster Gedichtband erschien. Er wurde von der Kritik gelobt, weil es „von seiner Professionalität her angenehm auffiel.“ Es folgten zunächst jedoch keine weitere Gedichtbände, da der Autor sich auf seine folkloristische Forschungsarbeit konzentrierte. Umso mehr wurde seine 2000 erschienene zweite Sammlung begrüßt, deren Gedichte mit der Lyrik von Heiti Talvik und Uku Masing, aber auch mit jüngeren zeitgenössischen Dichtern wie Doris Kareva oder Hasso Krull verglichen worden ist. Seiner späteren Dichtung werden Anklänge zum Buddhismus nachgesagt, womit er eine Strömung innerhalb der estnischen Dichtung fortsetzt, wie sie vor allem von Ernst Enno und Uku Masing gepflegt wurde.
Lintrop verfasste auch Prosabücher, beispielsweise ein Tagebuch über einen Aufenthalt in Italien (2014) und ein Reisebuch über den Himalaya (2018).

## Bibliografie

### Gedichtbände und Prosa
- Asuja ('Der Siedler'). Tallinn: Eesti Raamat 1985. 45 S. (Noored autorid)
- Sõnaristi ('Ans Wortkreuz'). Tartu: Ilmamaa 2000. 71 S.
- Annapurna (Annapurna). Tartu: Ilmamaa 2010. 128 S.[5]
- Õhtud sõidavad õue ('Die Abende fahren auf den Hof'). Tartu: Ilmamaa 2011. 136 S.[6]
- Uksed ja inimesed ('Türen und Menschen'). Tartu: Ilmamaa 2012. 149 S.
- Orus ja mäel ('Im Tal und auf dem Berg'). Tartu: Ilmamaa 2013. 117 S.
- Imeline koda ('Das wunderbare Heim'). Tartu: Ilmamaa 2014. 192 S.
- Päev on ulakas plika. Luulet aastaist 2013–2015 ('Der Tag ist ein ungezogenes Mädchen. Gedichte aus den Jahren 2013–2015'). Tartu: Ilmamaa 2016. 70 S.
- Tõusta mägede õlule. Luuletaja Himaalajas ('Den Bergen auf die Schulter steigen. Ein Dichter im Himalaya'). Tallinn : Go Group 2018. 439 S.
- Minagi olin Jaakobiteel. Palveränduri märkmed ('Auch ich war auf dem Jakobsweg. Aufzeichnungen eines Pilgers'). Tartu: Ilmamaa 2020. 188 S.
- Viimased sada sekundit ('Die letzten hundert Sekunden'). Tartu: Ilmamaa 2021. 96 S.

### Wissenschaftliche Publikationen
- Udmurdi rahvausundi piirjooni ('Grundzüge des udmurtischen Volksglaubens') Tartu: Tartu Ülikool 1993. 110 S.
- Šamaaniraamat ('Das Schamenenbuch'). Tartu: Ilmamaa 1995. 192 S.
- Udmurdi usund ('Udmurtischer Volksglaube') Tartu: Eesti Rahva Muuseum 2003. 256 S.
- Divination in Estonian regi-songs. Trier : Wissenschaftlicher Verlag Trier 2008. 361 S.
- Loomisaja laulud. Uurimusi eesti rahvalaulust ('Lieder aus der Schöpfungszeit. Untersuchungen zur estnischen Volksdichtung') Tartu: Eesti Kirjandusmuuseumi Teaduskirjastus 2016. 160 S.